# Eurostopodus mystacalis
El chotacabras bigotudo o chotacabra de garganta blanca (Eurostopodus  mystacalis) es una especie de ave caprimulgiforme de la familia Caprimulgidae.
Se encuentra en el este de Australia, Nueva Guinea y las islas Salomón.
Su hábitat natural son bosques subtropicales o tropicales.